# فادی محمد البطش
فادی محمد البطش (مرگ ۲۱ آوریل ۲۰۱۸ در کوالا لامپور، مالزی) مهندس، تحلیلگر، پژوهشگر و مدرس دانشگاه است که توسط موساد ترور شد. وی هنگام مرگ ۳۵ سال سن داشت.
وی برنده جایزه بهترین پژوهشگر جهان عرب است.
وی اولین فرد عرب تباری است که برنده بورس خزانه داری مالزی (سال ۲۰۱۶) شده‌است.

## زندگی‌نامه
وی از اهالی جبالیا واقع در نوار غزه بود.
البطش دارای دکترای مهندسی برق بود و در یکی از دانشگاه‌های مالزی مُدرّس بوده‌است.
وی که دارای سه فرزند بود قبل از سفر به مالزی کارمند شرکت برق در نوار غزه بوده‌است.
البطش در مالزی امام جماعت «مسجد العباس» بود و با جمعیت‌های خیریه مانند «MyCare، الاقصی، i4Syria» همکاری داشته‌است.

## فعالیت‌ها
وی حافظ کل قرآن بود. البطش در دوران تحصیل ۱۸ پژوهش و تحقیق علمی را در مجله‌های علمی پژوهشی منتشر کرد و با ارائه پروژه‌ها و پژوهش‌های علمی در تعدادی از کنفرانس‌های بین‌المللی که در ژاپن، انگلیس، فنلاند، اسپانیا و عربستان برگزار شده بود، شرکت کرد.
وی پس از اخذ مدرک دکترای مهندسی برق از دانشگاه مالایا مالزی و انجام تعدادی پژوهش عملی موفق به دریافت چندین جایزه علمی شد.
البطش جزء اولین کسانی بود که طرح تأسیس اتحادیه بین‌المللی مهندسان را ارائه کرد.

## درگذشت
صبح روز ۲۱ آوریل ۲۰۱۸ در شهر کوالالامپور دو شخص موتورسوار بیش از ده گلوله به سمت وی شلیک کردند.
در خصوص کشته شدن وی فرضیه‌هایی وجود دارد از جمله اینکه عوامل ترور وی با سازمان‌های اطلاعاتی بیگانه در ارتباط بودند

### واکنش‌ها
- داود شهاب سخنگوی جنبش جهاد اسلامی «موساد» را به ترور وی متهم کرد.[۶]
- نشریه «اسرائیل‌هیوم» اعلام کرد وی از اعضای حماس بوده‌است و در زمینه ساخت و ارتقای پهپاد با حماس همکاری داشته و حوزه تخصصی کار او ساخت پهپادهایی با سوخت جایگزین بوده‌است.[۱۱]
- خالد بطش، از فرماندهان جنبش جهاد اسلامی، موساد را به ترور فادی محمد البطش متهم کرد و از مقامات این کشور خواست برای شناسایی مجریان این حادثه پیش از فرار آنها تحقیقات فوری انجام دهند.[۶]
- جنبش حماس خبر ترور البطش را تأیید و اعلام کرد که وی از اعضای این جنبش محسوب می‌شد.[۶]